# Mastacembelus tanganicae
Mastacembelus tanganicae är en fiskart som beskrevs av Günther, 1894. Mastacembelus tanganicae ingår i släktet Mastacembelus och familjen Mastacembelidae. IUCN kategoriserar arten globalt som livskraftig. Inga underarter finns listade i Catalogue of Life.